# Trischalis convoluta
Trischalis convoluta är en fjärilsart som beskrevs av George Francis Hampson 1918. Trischalis convoluta ingår i släktet Trischalis och familjen björnspinnare. Inga underarter finns listade i Catalogue of Life.